# Elecciones municipales de Trujillo de 1998
Las elecciones municipales de Trujillo de 1998 se llevaron a cabo el 11 de octubre de 1998 para elegir al alcalde y al Concejo Provincial de Trujillo para el periodo 1999-2002. La elección se celebró simultáneamente con elecciones municipales en todo el país.

## Sistema electoral
La Municipalidad Provincial de Trujillo es el órgano administrativo y de gobierno de la provincia de Trujillo. Está compuesta por el alcalde y el Concejo Provincial.
La votación del alcalde y el concejo se realiza en base al sufragio universal, que comprende a todos los ciudadanos nacionales mayores de dieciocho años, empadronados y residentes en la provincia de Trujillo y en pleno goce de sus derechos políticos, así como a los ciudadanos no nacionales residentes y empadronados en la provincia de Trujillo.
El Concejo Provincial de Trujillo está compuesto por 15 regidores elegidos por sufragio directo para un período de cuatro (4) años, en forma conjunta con la elección del alcalde (quien lo preside). La votación es por lista cerrada y bloqueada. Para que una lista sea proclamada ganadora debe obtener más del 20% de los votos válidos; en caso ninguna lista logre ese porcentaje, los dos listas más votadas participan en una segunda vuelta o balotaje. Se asigna a la lista ganadora los escaños según el método d'Hondt o la mitad más uno, lo que más le favorezca.

## Composición del Concejo Provincial de Trujillo
La siguiente tabla muestra la composición del Concejo Provincial de Trujillo antes de las elecciones.
| Partidos | Partidos                                    | Regidores |
| -------- | ------------------------------------------- | --------- |
|          | Lista Independiente N° 11 Trabajo + Trabajo | 14        |
|          | Lista Independiente N° 9 Fuerza Vecinal     | 3         |
|          | Lista Independiente N° 13                   | 1         |
|          | Lista Independiente N° 5                    | 1         |

## Partidos y candidatos
A continuación se muestra una lista de los principales partidos y alianzas electorales que participaron en las elecciones:
| Candidatura | Candidatura | Partidos y alianzas                                          | Candidatos | Candidatos              | Ideología                                     | Resultado previo | Resultado previo | Ref. |
| Candidatura | Candidatura | Partidos y alianzas                                          | Candidatos | Candidatos              | Ideología                                     | Votos (%)        | Reg.             | Ref. |
| ----------- | ----------- | ------------------------------------------------------------ | ---------- | ----------------------- | --------------------------------------------- | ---------------- | ---------------- | ---- |
|             | APRA        | Lista - Partido Aprista Peruano (APRA)                       |            | José Murgia Zannier     | Aprismo                                       | Nuevo            | Nuevo            |      |
|             | AP          | Lista - Acción Popular (AP)                                  |            | José Vilchez Oliva      | Humanismo Nacionalismo cívico Reformismo      | Nuevo            | Nuevo            |      |
|             | UPP         | Lista - Unión por el Perú (UPP)                              |            | Luz Romero Espinoza     | Socioliberalismo Progresismo Socialdemocracia | Nuevo            | Nuevo            |      |
|             | VV          | Lista - Movimiento Independiente Vamos Vecino (VV)           |            | David Cornejo Chinguel  | Fujimorismo                                   | Nuevo            | Nuevo            |      |
|             | SP          | Lista - Movimiento Independiente Somos Perú (SP)             |            | Rodolfo Quiroz Calderón | Democracia cristiana Conservadurismo social   | Nuevo            | Nuevo            |      |
|             | IND         | Lista - Lista Independiente Frente Independiente La Libertad |            | Carlos Ravelo Salazar   | Localismo trujillano                          | Nuevo            | Nuevo            |      |

## Resultados

### Sumario general
|                        |                                                      |              |              |              |           |           |
| Partidos y coaliciones | Partidos y coaliciones                               | Voto popular | Voto popular | Voto popular | Regidores | Regidores |
| Partidos y coaliciones | Partidos y coaliciones                               | Votos        | %            | ±pp          | Total     | +/−       |
|                        | Partido Aprista Peruano (APRA)                       | 159,895      | 55.27        | n/a          | 9         | +9        |
|                        | Movimiento Independiente Vamos Vecino (VV)           | 59,039       | 20.41        | Nuevo        | 3         | +3        |
|                        | Movimiento Independiente Somos Perú (SP)             | 36,498       | 12.62        | Nuevo        | 2         | +2        |
|                        | Lista Independiente Frente Independiente La Libertad | 25,429       | 8.79         | n/a          | 1         | +1        |
|                        | Unión por el Perú (UPP)                              | 5,012        | 1.73         | Nuevo        | 0         | ±0        |
|                        | Acción Popular (AP)                                  | 3,417        | 1.18         | n/a          | 0         | ±0        |
|                        |                                                      |              |              |              |           |           |
| Total                  | Total                                                | 289,290      |              |              | 15        | –4        |
|                        |                                                      |              |              |              |           |           |
| Votos válidos          | Votos válidos                                        | 289,290      | 89.04        | +5.93        |           |           |
| Votos en blanco        | Votos en blanco                                      | 19,512       | 6.01         | –0.78        |           |           |
| Votos nulos            | Votos nulos                                          | 16,104       | 4.96         | –5.14        |           |           |
| Votos emitidos         | Votos emitidos                                       | 324,906      | 79.18        | +0.46        |           |           |
| Abstenciones           | Abstenciones                                         | 85,421       | 20.82        | –0.46        |           |           |
| Votantes registrados   | Votantes registrados                                 | 410,327      |              |              |           |           |
|                        |                                                      |              |              |              |           |           |
| Fuente:                |                                                      |              |              |              |           |           |

### Concejo Provincial de Trujillo
| Cargo                           | Autoridad electa              | Partido político | Partido político                                     |
| ------------------------------- | ----------------------------- | ---------------- | ---------------------------------------------------- |
| Alcalde Provincial de Trujillo  | José Murgia Zannier           |                  | Partido Aprista Peruano                              |
| Regidor Provincial de Trujillo  | Esmidio Rojas Rodríguez       |                  | Partido Aprista Peruano                              |
| Regidora Provincial de Trujillo | Bertha Malabrigo de Vértiz    |                  | Partido Aprista Peruano                              |
| Regidor Provincial de Trujillo  | Abel Alva Pérez               |                  | Partido Aprista Peruano                              |
| Regidor Provincial de Trujillo  | Carlos Álvarez Chávez         |                  | Partido Aprista Peruano                              |
| Regidor Provincial de Trujillo  | Carlos Paredes Carranza       |                  | Partido Aprista Peruano                              |
| Regidor Provincial de Trujillo  | Alcides Arellano Alvarado     |                  | Partido Aprista Peruano                              |
| Regidora Provincial de Trujillo | Nelly Amemiya Hoshi           |                  | Partido Aprista Peruano                              |
| Regidora Provincial de Trujillo | Tula Benítes Vásquez          |                  | Partido Aprista Peruano                              |
| Regidor Provincial de Trujillo  | Luis Gayoso Gervasi           |                  | Partido Aprista Peruano                              |
| Regidor Provincial de Trujillo  | Ramón Kobashigawa Kobashigawa |                  | Movimiento Independiente Vamos Vecino                |
| Regidor Provincial de Trujillo  | Rodolfo Cabada Paz            |                  | Movimiento Independiente Vamos Vecino                |
| Regidor Provincial de Trujillo  | Pedro Seclen Chirinos         |                  | Movimiento Independiente Vamos Vecino                |
| Regidora Provincial de Trujillo | Adelí Zavaleta Pita de Vega   |                  | Movimiento Independiente Somos Perú                  |
| Regidor Provincial de Trujillo  | Luis Gamarra Ciudad           |                  | Movimiento Independiente Somos Perú                  |
| Regidor Provincial de Trujillo  | Manuel Montoya Hernández      |                  | Lista Independiente Frente Independiente La Libertad |

## Elecciones municipales distritales

### Sumario general
| Partidos y coaliciones | Partidos y coaliciones                               | Voto popular | Voto popular | Voto popular | Alcaldías | Alcaldías |
| Partidos y coaliciones | Partidos y coaliciones                               | Votos        | %            | ±pp          | Total     | +/−       |
| ---------------------- | ---------------------------------------------------- | ------------ | ------------ | ------------ | --------- | --------- |
|                        | Partido Aprista Peruano (APRA)                       |              |              | n/a          | 5         | +5        |
|                        | Movimiento Independiente Vamos Vecino (VV)           |              |              | Nuevo        | 1         | +1        |
|                        | Movimiento Independiente Somos Perú (SP)             |              |              | Nuevo        | 0         | ±0        |
|                        | Lista Independiente Frente Independiente La Libertad |              |              | n/a          | 1         | +1        |
|                        | Unión por el Perú (UPP)                              |              |              | Nuevo        | 0         | ±0        |
|                        | Acción Popular (AP)                                  |              |              | n/a          | 0         | ±0        |
|                        | Listas independientes distritales                    |              |              | n/a          | 3         | +3        |
|                        |                                                      |              |              |              |           |           |
| Total                  | Total                                                |              |              |              | 10        | ±0        |
|                        |                                                      |              |              |              |           |           |
| Votos válidos          |                                                      |              |              |              |           |           |
| Votos en blanco        |                                                      |              |              |              |           |           |
| Votos nulos            |                                                      |              |              |              |           |           |
| Votos emitidos         |                                                      |              |              |              |           |           |
| Abstenciones           |                                                      |              |              |              |           |           |
| Votantes registrados   |                                                      |              |              |              |           |           |
|                        |                                                      |              |              |              |           |           |
| Fuente:                |                                                      |              |              |              |           |           |

### Resultados por distrito
La siguiente tabla enumera el control de los distritos de la provincia de Trujillo. El cambio de mando de una organización política se resalta del color de ese partido.
| Distrito             | Alcalde(sa) titular       | Partido político | Partido político          | Alcalde(sa) electo(a)      | Partido político | Partido político                 |
| -------------------- | ------------------------- | ---------------- | ------------------------- | -------------------------- | ---------------- | -------------------------------- |
| El Porvenir          | Noé Anticona Solórzano    |                  | Lista Independiente N° 5  | Víctor Moya Obeso          |                  | Partido Aprista Peruano          |
| Florencia de Mora    | José Antícona Paredes     |                  | Lista Independiente N° 5  | Ydelso Terrones Cerdán     |                  | Vamos Vecino                     |
| Huanchaco            | Francisco García Calderón |                  | Lista Independiente N° 11 | Fernando Bazán Pinillos    |                  | Todos por Huanchaco              |
| La Esperanza         | Segundo Raza Urbina       |                  | Lista Independiente N° 11 | Segundo Raza Urbina        |                  | Partido Aprista Peruano          |
| Laredo               | Segundo Pinillos Reyes    |                  | Lista Independiente N° 5  | Miguel Chávez Castro       |                  | Laredo Reconstrucción            |
| Moche                | Fidel Vásquez Sánchez     |                  | Lista Independiente N° 11 | Julio Flores Cornelio      |                  | Por Acción Trabajo y Obras       |
| Poroto               | Edilberto Navarro Varas   |                  | Lista Independiente N° 5  | Guillermo Castro Fernández |                  | Partido Aprista Peruano          |
| Salaverry            | Roberto Reyes Príncipe    |                  | Lista Independiente N° 13 | Jorge Rosario Armas        |                  | Partido Aprista Peruano          |
| Simbal               | Manuel Cedamanos Cruz     |                  | Lista Independiente N° 11 | Santos Castañeda Carranza  |                  | Partido Aprista Peruano          |
| Víctor Larco Herrera | Juan Córdova Zavala       |                  | Lista Independiente N° 13 | Juan Córdova Zavala        |                  | Frente Independiente La Libertad |